# St. Maria (Müllheim TG)

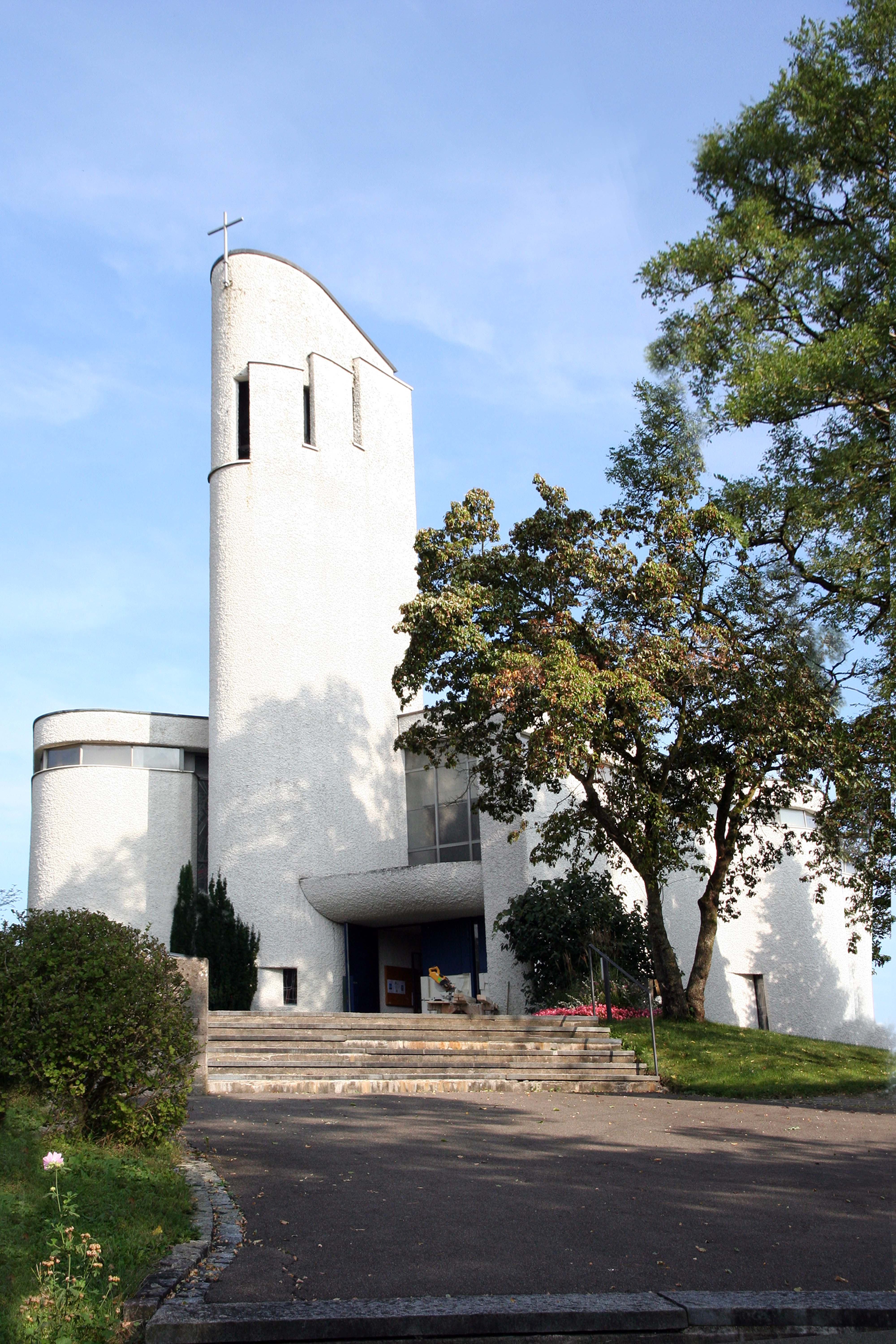
Kirche St. Maria

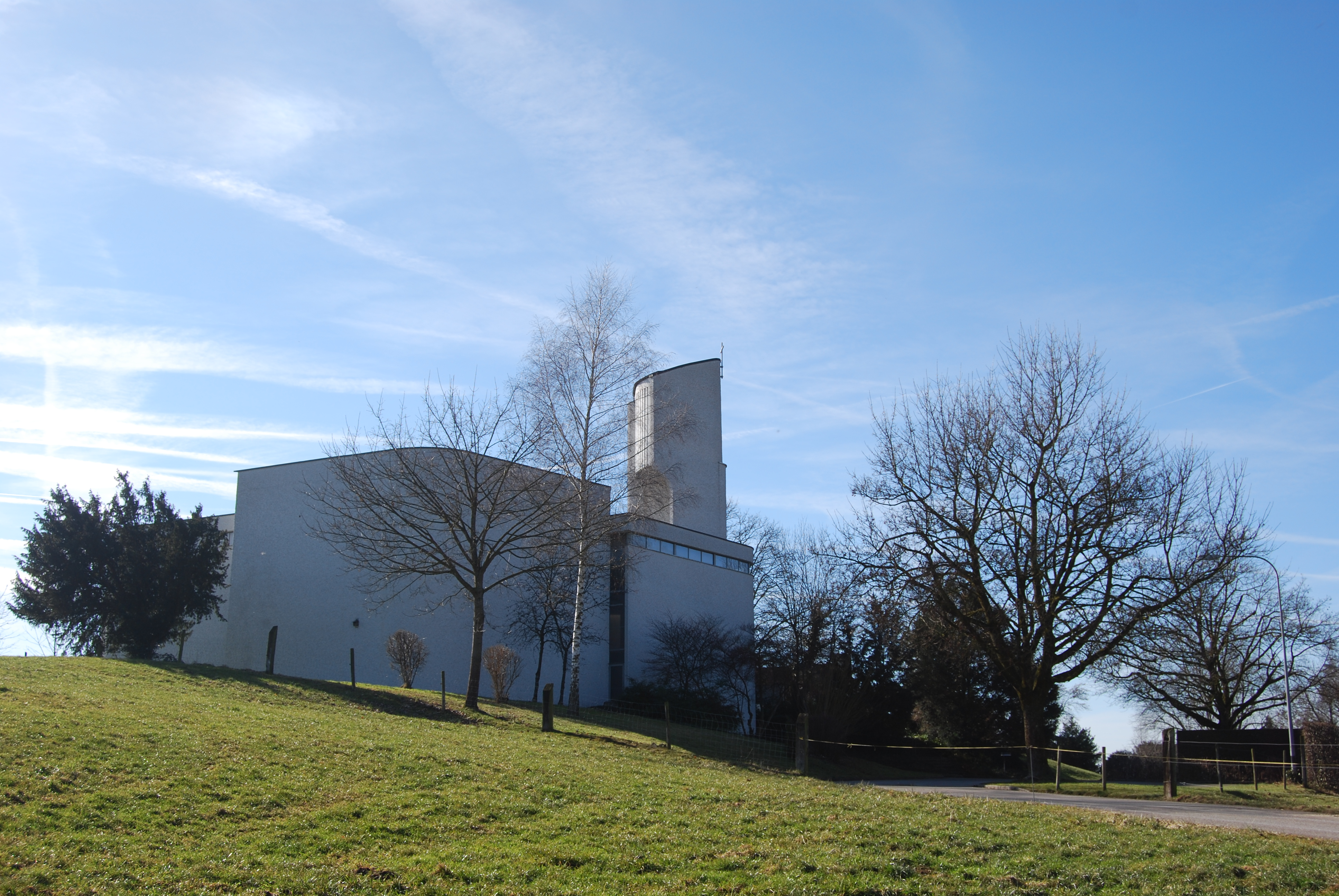
Ansicht im Winter

Die Kirche St. Maria ist die römisch-katholische Kirche von Müllheim im Kanton Thurgau. Geweiht ist sie der Muttergottes Maria, ihr Patrozinium ist Mariä-Himmelfahrt.

## Geschichte

### Vorgeschichte und Namensgebung
Im Jahr 1275 wird erstmals urkundlich eine Pfarrkirche in Müllheim erwähnt. Sie war der hl. Verena, dem hl. Märtyrer Mauritius und der Geburt Christi geweiht. Grundherr des Dorfes war der Abt vom Kloster Reichenau, dessen Besitz später an den Bischof von Konstanz überging. Im Jahr 1473 wird in einer Urkunde eine Filialkirche in Hüttlingen TG erwähnt. Nachdem die Reformation in der Deutschschweiz durchgeführt worden war, traten im Jahr 1528 die Bewohner von Müllheim zum neuen Glauben über. Während 80 Jahren fand in Müllheim kein katholischer Gottesdienst mehr statt. Im Jahr 1608 wurde aufgrund des nach dem Ende des Zweiten Kappelerkrieges und des Zweiten Kappeler Landfriedens von 1531 der katholische Ritus in Müllheim wiedereingeführt. Die Müllheimer Kirche wurde fortan von beiden Konfessionen paritätisch genutzt und war Eigentum beider Glaubensgemeinschaften. Im Jahr 1839 wurde ein neues Pfarrhaus an der Kreuzlingerstrasse errichtet. Nachdem in Müllheim die Weberei Grüneck eröffnet worden, verzeichnete Müllheim mehr als eine Verdoppelung der Bewohner. 1864 wurden die Gemeinden Wigoltingen, Bonau TG und Illhart von der Kirchgemeinde Homburg TG an die Kirchgemeinde Müllheim übertragen.

### Entstehungs- und Baugeschichte
In der Mitte des 20. Jahrhunderts zeichnete sich in etlichen Orten im Kanton Thurgau eine Entflechtung der katholischen und evangelischen Kirchgemeinden ab. So gründeten die Katholiken von Müllheim im Jahr 1942 einen Kirchenbaufonds und beschlossen 1954 den Kauf eines Bauplatzes von ca. 1000 m2. Auf dem Storenberg wurde das Gelände, auf dem sich die Kirche St. Maria heute befindet, für Fr. 22'000.- käuflich erworben. 1957 wurde ein Kirchenbauverein gegründet und 1959 begannen die Gespräche zur Aufhebung des Simultanverhältnisses in Müllheim. 1962 beschlossen die Katholiken, eine eigene Kirche zu bauen. 1966 bewilligte die Kirchgemeinde den Kostenvoranschlag von Fr.1'460 000.- für den Bau einer Kirche nach reduziertem Bauprogramm, im Besonderen ohne Pfarrhaus. Am 15. August 1966, dem Hochfest Mariä Aufnahme in den Himmel, fand der erste Spatenstich für den Bau nach den Plänen der Architekten Bächtold und Baumgartner, Rorschach, statt. Am 5. März 1967 nahm der Bischof von Basel, Franziskus von Streng, die Grundsteinlegung der neuen Marienkirche vor. Am 14. April 1967 wurden in der Glockengiesserei Eschmann in Rickenbach TG die fünf Glocken gegossen. Am 23. September 1967 kamen die neuen Glocken in Müllheim an und wurden am Folgetag durch den bischöflichen Kommissar des Kantons Thurgau, Johann Haag, geweiht und am 25. September durch die Schüler in den Turm aufgezogen.
Die Weihe der neuen Kirche, die der Jungfrau Maria, der heiligen Verena und des heiligen Bruder Klaus gewidmet ist, vollzog Bischof Anton Hänggi am 5. Mai 1968. Im Folgejahr wurde per 1. September das Simultanverhältnis für die alte Kirche aufgelöst, welche seitdem als Evangelische Kirche St. Verena für Müllheim dient. Das aus Kostengründen noch nicht realisierte Pfarrhaus wurde 1981 neben der Kirche errichtet, Architekt des Baus war H. P. Büchel, Weinfelden. Eine Gesamtrenovation der Kirche, insbesondere der Einbau einer hölzernen Decke, erfolgte 1991–1992. 2016 wurde ein Lift vom Parkplatz bis zur Kirche eingebaut, um das Gebäude behindertengerecht zu machen.

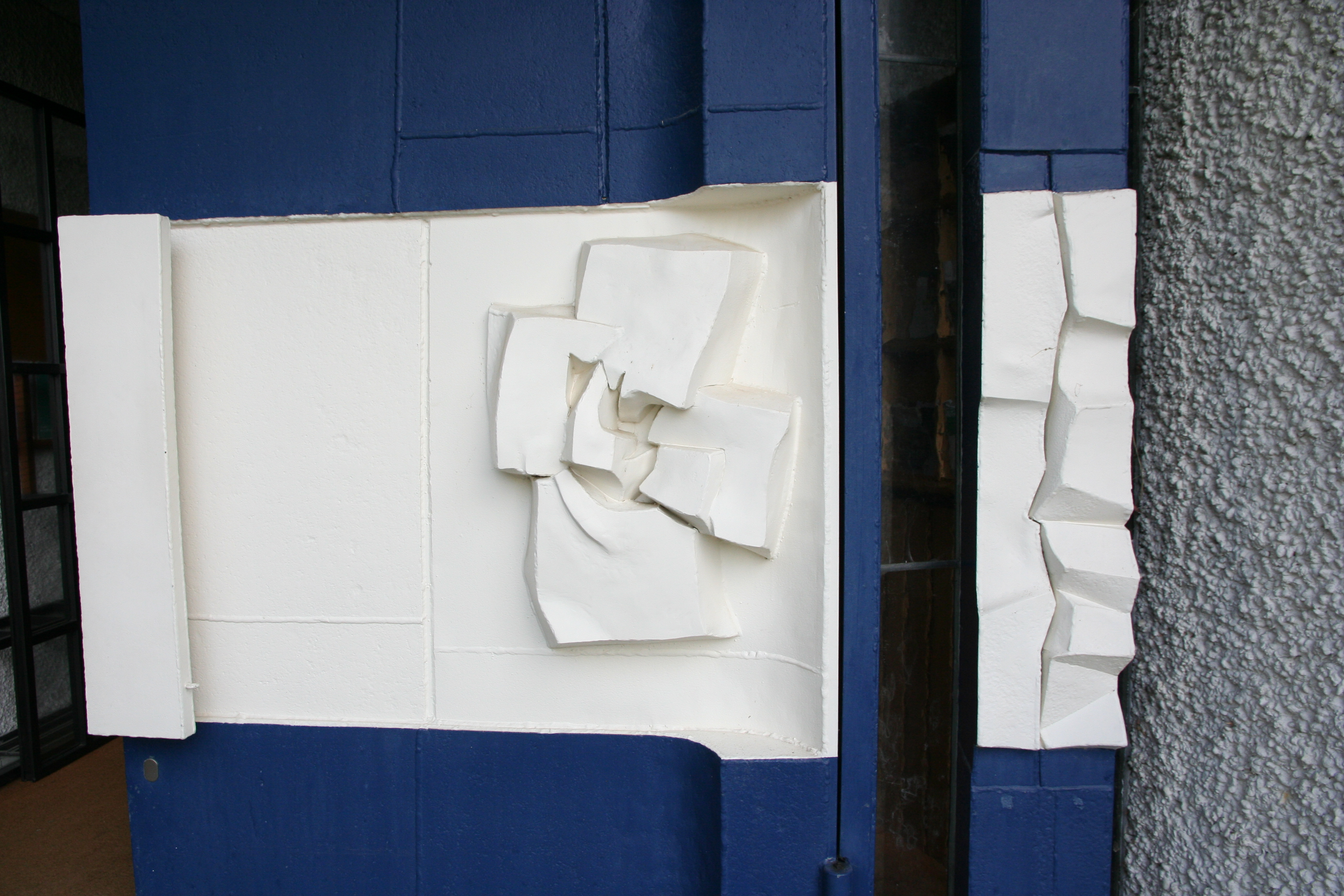
Eingangsportal

## Baubeschreibung

### Äusseres und Glocken
Die Kirche liegt südöstlich des Ortes auf dem Storenberg, einem Hügel am Rande des Thurtales. Die weiss gestrichene Betonkirche ist dank ihrer etwas erhöhten Lage im Thurtal weitherum sichtbar. Der Kirchturm besitzt ein fünfstimmiges Geläute, das in der Tonfolge cis' – e' – gis' – h' – cis' erklingt. Eine Treppe und seit 2016 auch ein Lift führen vom Vorplatz zur Kirche und zum im Untergeschoss eingebauten Pfarreizentrum hinauf. Eine Besonderheit der Kirche ist das Eingangsportal, welches aus verzinktem Eisenblech geschmiedet wurde. Die azurblaue Farbe verweist auf den Himmel und damit auf die Präsenz Gottes. Aus dem Blau des Portals ragt der in Grün gehaltene Türgriff hervor. Die grüne Farbe drückt die Hoffnung der Menschen an Gottes Macht und Güte aus. Das weisse Kreuz am Portal verweist auf die christliche Ausrichtung des Gotteshauses, basierend auf Joh. 3,16.

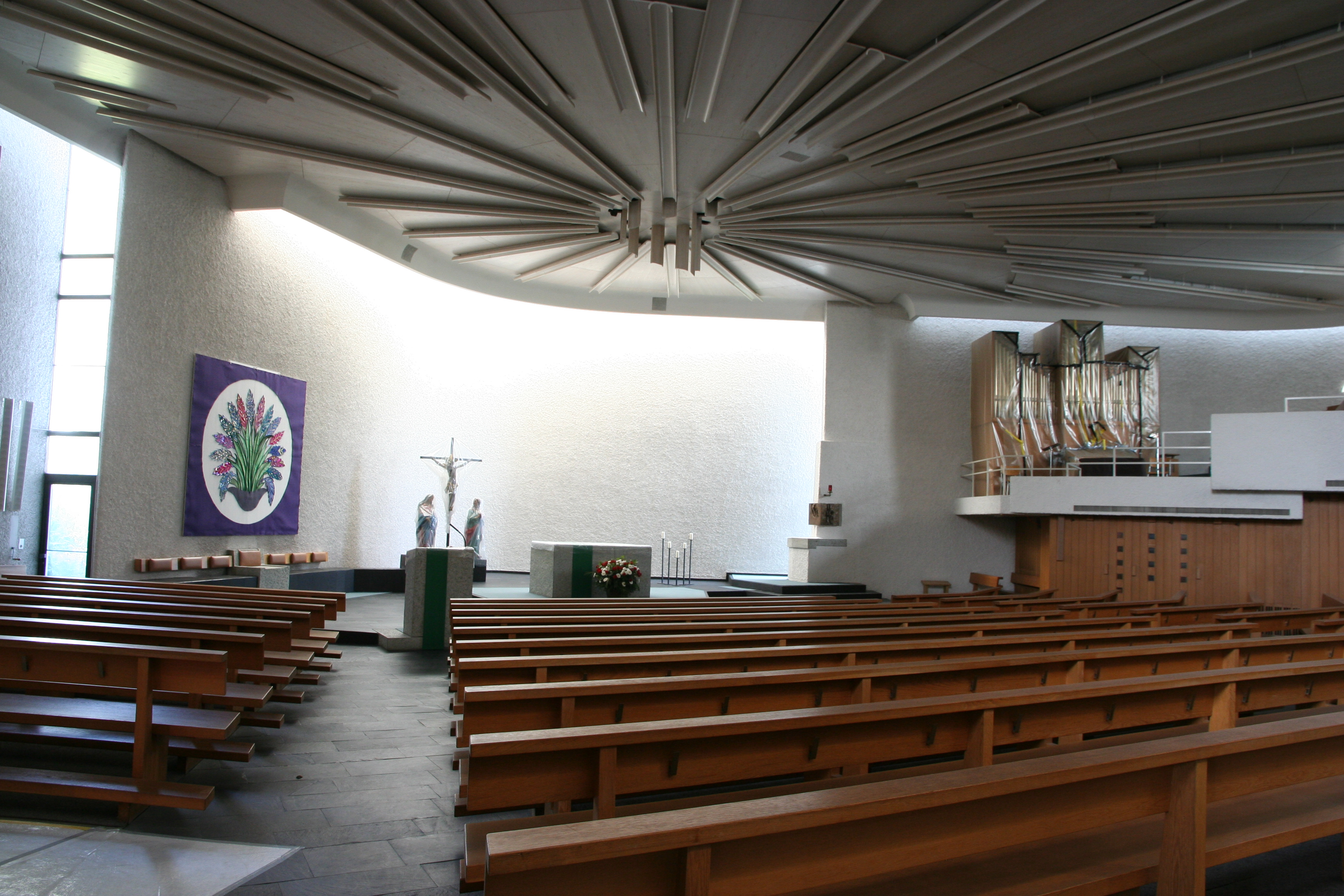
Innenansicht

### Innenraum und künstlerische Ausstattung
Der Raum ist als nachvatikanische Kirche gestaltet. Die Mauerschalen gruppieren sich um die versammelte Gemeinde in Form einer Hand. Die versammelte Gemeinde soll dadurch ein Gefühl der Geborgenheit durch Gottes Nähe und Schutz erhalten. Der Raum wird nicht in der Achse betreten, sondern seitlich hinten, vorbei an der Taufkapelle, die durch die Platzierung unter dem Glockenturm eine besondere Auszeichnung erfährt. Im Kreuzungspunkt zwischen der Eingangsachse und der zum Altar führenden Kirchenachse liegt in der Rückwand die Muttergottesnische. Hier wurde die Barock-Madonna aus der paritätischen Kirche aufgestellt. Die Raumbewegung führt den Besucher vom Portal über die Mariennische zum Altar.
Die fünf verschiedenartigen Mauerschalen sind miteinander durch vom Boden bis zur Decke reichende Fensterbänder zu einem einheitlichen Ganzen verbunden. Die unterschiedlich gestalteten Mauerschalen verweisen auf die verschiedenartigen Menschen, die sich in diesem Raum zum Gottesdienst versammeln und miteinander eine Gemeinschaft bilden.
Der Künstler Anton Egloff aus Luzern schuf die Bildhauerarbeiten von Altar, Ambo, Sakramentsaltar, Priestersitz und Taufstein. Kunstmaler Peter Bolliger aus Luzern gestaltete die beiden abstrakten Glasmalereien im Taufraum und der Muttergottesnische. Die Apostelleuchter sowie den Kerzenständer für die Muttergottesnische entwarf ebenfalls Anton Egloff, während das Portal ein Gemeinschaftswerk der beiden Künstler darstellt.
Die Kirchendecke ist eine Holzkonstruktion und wurde anlässlich der Renovation der Kirche im Jahre 1991–1992 anstelle einer flach gestalteten Gipsdecke eingebaut. Die strahlenförmigen Gebilde, die an der Decke über dem Altarraum in einem Kreis zusammenlaufen und von dort aus wieder auslaufen, deuten an, dass die Gläubigen sich immer im Lebenslauf immer wieder um den Altar versammeln sollen.
Die Taufkapelle mit dem Taufstein ist in der Mauerschale des Glockenturms eingebaut. Wie in vorvatikanischen Wegkirchen befindet sich die Taufkapelle damit in der Nähe des Eingangs, sodass das Beschreiten der Kirche über die Taufkapelle zum Altar die Hinführung des Menschen im Lauf seines Lebens zum christlichen Zentrum in der Messfeier versinnbildlicht. Der Deckel des Taufwassergefässes, das in den rundförmigen Taufstein eingelassen ist, erinnert an eine sich öffnende Knospe, aus der neues Leben hervorkommt, und weist auf die tiefere Bedeutung der Taufe hin.
Wie die später eingebaute Decke stammt auch das Glasfenster des heiligen Niklaus von Flüe aus dem Jahr 1991. Es wurde vom Tessiner Kapuziner Fra Roberto Pasotti geschaffen und neben dem Taufstein eingebaut. Gezeigt werden Ereignisse aus dem Leben des Heiligen. Oben ist die Vision der Dreifaltigkeit dargestellt, auf die der Heilige mit der geöffneten Hand nach oben zeigend, verweist. Der Rosenkranz ist Zeichen der Spiritualität des Hl. Bruder Klaus. Der Stein zu seinen Füssen versinnbildlicht seine Visionen. Zu sehen ist auch das eucharistische Brot, die einzige Nahrung des Heiligen während langer Zeit seines Lebens. Die leuchtenden, warmen Farben stehen auf dem Glasfenster für die spirituellen Hinweise, die Grau- und Violett-Töne für die Trennung von seiner Familie sowie für die Einfachheit seines Lebens in der Abgeschiedenheit.
Der Ambo ist als wuchtiges, steinernes Lesepult gestaltet. Neben dem Ambo steht ein handgeschmiedeter, eiserner Leuchter mit der Osterkerze.
Der Volksaltar steht in der Mitte des Chorraumes. Er symbolisiert Jesus Christus, der zum Mittelpunkt der versammelten Gemeinde wird. Der Altar ist aus drei steinernen Quadern zu einem einzigen rechteckigen Stein in Tischform zusammengefügt und versinnbildet die Trinität. Der Stein, aus dem der Altar geschaffen ist, verweist zudem auf das Bibelwort: Der Stein, den die Bauleute verworfen haben, ist zum Eckstein geworden (Mt. 21,42). Im Altar ist ein Spalt in der rechten Hälfte zu sehen, was an das Volk Israel erinnert, das in der Wüste Sinai kein Wasser hatte. Moses schlug mit seinem Stab gegen einen Felsen, worauf Wasser den Durst der Menschen stillte (Num. 20, 1–12). Jesus Christus – dargestellt im Altar – stillt den Hunger und Durst der Anwesenden durch das Brot und den Wein der Eucharistiefeier; der Alltag wird in diesem Bild mit der Wüstenwanderung des Gottesvolkes gleichgesetzt.
Im Tabernakel wird das eucharistische Brot aufbewahrt und ist so ein Symbol der Realpräsenz Gottes in der Kirche. Auf der bronzenen Tabernakeltüre ist fliessendes Wasser dargestellt. Dies erinnert an die Begegnung Jesu mit einer samaritischen Frau am Jakobsbrunnen (Joh. 4, 1–14), in dem sich Jesus als Wasser des Lebens bezeichnet. Das Ewige Licht beim Tabernakel unterstreicht mit der brennenden Flamme die Anwesenheit Gottes.
Der Priestersitz und die Ministrantensitzbank befinden sich links vorne an der Chorwand. Geschaffen wurden alle Orte liturgischen Geschehens aus Mägenwiler Muschelkalk und so die Einheit und Verbundenheit allen gottesdienstlichen Geschehens in der Kirche versinnbilden.
An einem eisernen Kreuz ist eine barocke Christusfigur angebracht, die früher an einem hölzernen Kreuz hing. Diese ist schon lange im Besitz der Pfarrei und stand ursprünglich vermutlich am Friedhofeingang bei der ehemals paritätischen Kirche. Zur Kreuzgruppe gehören die Muttergottes Maria als Schmerzensmutter und rechts Maria Magdalena. Beide Figuren wurden vom Bildhauer Joseph Anton Feuchtmayer (1696–1770) im Auftrag des Bischofs von Konstanz für die ihm unterstehende Pfarrei Müllheim geschaffen. 1970 wurden die Figuren restauriert, indem die ursprüngliche Fassung wieder hervorgeholt wurde.
Die Muttergottes-Nische schmiegt sich in die rückwärtige Mauerschale der Kirche ein. Die barocke Madonnenfigur mit Jesuskind ist schon lange im Besitz der Pfarrei und befand sich in der ehemals paritätischen Kirche an der linken Seitenwand des Chorraumes. Das in Blau gehaltene Glasfenster rechts der Madonnenfigur symbolisiert die Verwiesenheit der Gottesmutter auf Gott.

### Orgel
Die Orgel wurde 1972 durch die Firma Späth Orgelbau, Rapperswil, erbaut. Das Instrument befindet sich auf der Estrade auf der rechten Seite des Chorraums. In sechs hochgestellten Rechtecken erheben sich die Frontpfeifen. Das Gehäuse ist in Eichenholz geschaffen. Die Asymmetrie des Prospekts wird durch den Rhythmus der Frontpfeifen aufgehoben. Dekorierte Schleierbretter wurden zu späterer Zeit oberhalb der Frontpfeifen angebracht.
Die Disposition der Orgel:
| I Hauptwerk C–g3 |       |
| Prinzipal        | 8′    |
| Rohrflöte        | 8′    |
| Oktave           | 4′    |
| Oktave           | 2′    |
| Oberton III      | 1 ⁄3′ |
| Mixtur III–IV    | 1 ⁄3′ |

| II Oberwerk C–g3 |       |
| Bleigedackt      | 8′    |
| Praestant        | 4′    |
| Spitzflöte       | 4′    |
| Flageolet        | 2′    |
| Quinte           | 1 ⁄3′ |
| Scharff III-IV   | 1⁄2′  |

| Pedal C–f1  |     |
| Untersatz   | 16′ |
| Rohrgedackt | 8′  |

- Normalkoppeln: II/I, I/P, II/P
- Spielhilfen: Absteller
- Kanaltremulant auf alle Werke wirkend